# Cantonul Belz
Cantonul Belz este un canton din arondismentul Lorient, departamentul Morbihan, regiunea Bretania, Franța.

## Comune
- Belz (reședință)
- Erdeven
- Étel
- Locoal-Mendon
- Ploemel